# Uraeotyphlus oxyurus
Uraeotyphlus oxyurus är en groddjursart som först beskrevs av Duméril och Gabriel Bibron 1841.  Uraeotyphlus oxyurus ingår i släktet Uraeotyphlus och familjen Ichthyophiidae. IUCN kategoriserar arten globalt som otillräckligt studerad. Inga underarter finns listade i Catalogue of Life.